# وایموژسکی
وایموژسکی (به لاتین: Vaymuzhsky) یک منطقهٔ مسکونی در روسیه است که در استان آرخانگلسک واقع شده‌است.